# OVH
OVH SAS mit Sitz in Roubaix (Frankreich) ist ein französischer Telekommunikationsanbieter und Internetdienstleister sowie Hostingdienstleister. Das Unternehmen ist mit mehr als 450.000 Servern in 43 Rechenzentren europäischer Marktführer im Hosting-Bereich und nach eigenen Angaben im weltweiten Vergleich auf Platz drei.

## Geschichte
OVH wurde im Jahr 1999 von Octave Klaba noch während seines Studiums, damals im dritten Jahr am Katholischen Institut für Kunst und Kunsthandwerk (ICAM) in Lille, gegründet.
Das Startkapital betrug 50.000 Francs (entspricht 7622,45 Euro).
Im Jahr 2001 mietete das Unternehmen sieben Rack-Einschübe (Höheneinheiten) bei dem Pariser Provider Claranet. Es mangelte jedoch an Platz und auch Kühlung war ein Problem. Daher zog man anschließend in ein vorher von dem Unternehmen Free aufgegebenes Rechenzentrum ins 11. Arrondissement.
Um der Nachfrage gerecht zu werden, wurden weitere Server hinzugefügt. Ende 2002 mietete das Unternehmen ein weiteres Rechenzentrum neben Free in Courbevoie. Daraufhin ergab sich die Gelegenheit, eine 3000 m² große Gebäudeeinheit im 19. Arrondissement zu erwerben. Seit 2002 baut OVH seine Server selbst und ist derzeit drittgrößter Hersteller.
Im Jahr 2006 öffnete das Unternehmen seine ersten ausländischen Tochtergesellschaften. Nach Polen, von wo die Familie Klaba stammt, folgten noch im gleichen Jahr zwei Tochterunternehmen im Senegal sowie in Spanien. In dieser Zeit stieg die Zahl der Server von 6.000 auf 12.000 Server stark an, weshalb der Erwerb eines Grundstückes am Sitz des Unternehmens in Roubaix zum Neubau des Rechenzentrums Roubaix 1 (RBX-1) genutzt wurde. 2008 erfolgte die Inbetriebnahme von Roubaix 2 (RBX-2) und 2009 von Roubaix 3 (RBX-3). Mit Roubaix 4 (RBX-4) nahm der Host 2011 ein Rechenzentrum in Betrieb, in welchem erstmals keine Klimaanlage mehr erforderlich war. 2012 errichtete OVH sein erstes Rechenzentrum in Containern in Straßburg, um die Bedürfnisse seiner osteuropäischen Kunden zu erfüllen: möglichst kurze Round-Trip-Delays – umgangssprachlich Pingverzögerung –, welche besonders bei Onlinespielen (Gameserver) erforderlich sind.
Parallel wurden weitere ausländische Niederlassungen in Tunesien, Marokko, Großbritannien, Irland, Italien, Deutschland, Finnland, Portugal und den Niederlanden gegründet. Das Unternehmen besitzt derzeit 15 Tochtergesellschaften in Europa und zwei in Nordafrika. 2012 erfolgte die Gründung der OVH Inc. in den USA und Kanada.
Im Jahr 2015 wurde Octave Klaba von Laurent Allard als CEO abgelöst. Octave Klaba ist seitdem CTO und Vorstandschef von OVH und damit für die technische Infrastruktur verantwortlich. Seit August 2018 ist Michel Paulin CEO des Unternehmens.
Zum 20-jährigen Jubiläum kündigte das Unternehmen an, ab sofort unter dem Namen OVHcloud zu firmieren.

### Firma
Die Firma OVH hat ihren Ursprung in den Initialen des Spitznamens ihres Unternehmensgründers, Oles Van Herman.

## Rechenzentren
Die Server stehen in den eigenen Rechenzentren des Anbieters. In Nordamerika gibt es Rechenzentren in Beauharnois (BHS), Kanada, Toronto (TOR), Kanada, Hillsboro (HIL), USA sowie Vint Hill (VIN), USA. In Europa gibt es vor allem Standorte in Frankreich, namentlich in Roubaix (RBX), Gravelines (GRA), Paris (PAR) und Straßburg (SBG). Im Juli 2017 wurde ein Rechenzentrum in Limburg (LIM) eröffnet, wo 45.000 Server Platz haben. Weitere europäische Rechenzentren befinden sich in Warschau (WAR) und London (LON). Im asiatisch-pazifischen Raum gibt es Data Center in Sydney (SYD). Mumbai (BOM) und Singapur (SIN).

### Brand im Rechenzentrum Straßburg
Am 10. März 2021 geriet aus zunächst ungeklärter Ursache das Rechenzentrum SBG-2 und in der Folge Teile des benachbarten SBG-1 in Brand, zudem mussten die angrenzenden SBG-3 und SBG-4 abgeschaltet werden. Beim Brand wurde das Rechenzentrum SBG-2 vollständig sowie vier von zwölf Räumen von SBG-1 zerstört. Der Brand führte zu Ausfällen diverser Dienste des Unternehmens und Drittwebsites. Die Daten mehrerer Unternehmen, die ausschließlich in einer von OVH gehosteten Cloud gespeichert waren, gingen unwiederbringlich verloren. Betroffen war unter anderem der britische Computerspieleentwickler Facepunch Studios.
Fast ein Jahr nach dem Brand wurde von der Feuerwehr ein Bericht veröffentlicht, in dem die Wechselrichter als Brandursache erkannt wurden. Demnach konnte die Feuerwehr den Strom des Gebäudes nicht abschalten, sondern nur das Elektrizitätswerk, was etwa drei Stunden nach dem Alarm bewerkstelligt wurde. Mit Strom in der Anlage war es der Feuerwehr nur begrenzt möglich zu löschen, da nur Wasser und CO2 als Löschmittel zur Verfügung standen. Auch gab es keine automatische Löschanlage im Gebäude, welche das Feuer begrenzen könnte. Die Luftkühlung war brandfördernd und der Innenhof wirkte als Kamin.

## Produktportfolio

### Telefonie
In Frankreich bietet das Unternehmen unter der Marke OVH Telecom Telefonie über SIP (VoIP), Fax über Personal Computer/E-Mail, ADSL/VDSL, SDSL an.

### Hosting
In Frankreich, vielen anderen Ländern in der Europäischen Union und Kanada werden Webhosting, virtuelle sowie dedizierte Server und Domain-Registrierung angeboten. Erweitert wird das Angebot mit einem eigens entwickelten Schutz gegen Denial-of-Service-Attacken.
Bei dem Angebot Dedicated Server hat der Kunde je nach Unterstützungsbedarf die Möglichkeit, zwischen drei Produktmodellen zu wählen:

#### Kimsufi
- Kimsufi (vom französischen qui me suffit ‚was mir genügt‘; früher Isgenug): Kimsufi ist eine auf Studenten/Einsteiger ausgelegte Produktgruppe, welche sich durch einen sehr niedrigen Preis auszeichnet. Die Nutzer dürfen keinen traditionellen Support erwarten, sondern müssen ihren Unterstützungsbedarf bei Softwareproblemen alleine über das bereitgestellte Internetforum decken. Eventuelle Hardwareprobleme werden durch Techniker des Anbieters gelöst.

#### So you start
- So You Start: Mit diesen Servern spricht OVH vor allem Existenzgründer und kleine Unternehmen an. Zusätzlich hält OVH ein Angebot vor, welches sich in erster Linie an professionelle Anbieter im Game-Bereich richtet.

#### OVHcloud
- OVHcloud: Mit dieser Marke richtet sich das Unternehmen in erster Linie an professionelle Nutzer, von kleinen bis mittleren Unternehmen, über Web-Agenturen, Hoster und Reseller, bis hin zu IT-Dienstleistern und Konzernen. Je nach Bedarf und Einsatzgebiet können diese aus den drei Server-Reihen Enterprise, Hosting und Infrastructure das passende Angebot auswählen.

## Kontroversen

### Spam und Netzmissbrauch
Im Juli 2014 listete das Spamhaus-Projekt den Anbieter auf Platz 1 unter den „Top 10“ der „schlimmsten ISPs weltweit“. 2016 listete das Projekt den Anbieter auf Platz 1 für die Anzahl der betriebenen Botnet-Server. Die Vorwürfe umfassten fortgesetzte Dienstleistungen für Spammer, aber auch für Hacker und Botnet-Betreiber.

### Webhosting für Miliz
Bis September 2009 hostete OVH eine Webseite für die Forces Démocratiques de Libération du Rwanda („Demokratische Kräfte für die Befreiung Ruandas“, FDLR), eine am Völkermord in Ruanda beteiligte Miliz der Hutu. Der Miliz werden Verbrechen gegen die Menschlichkeit und Völkermord an der Gruppe der Tutsi vorgeworfen. Nachdem dies 2009 in der Presse, namentlich der TAZ, thematisiert wurde, trennte sich OVH von dem Kunden. Eine Anfrage der Vereinten Nationen aus dem Jahr 2008 hatte OVH nicht beantwortet. Unklar blieb ferner, wie die Dienstleistung bezahlt wurde, da infolge der UN-Sanktionen gegen die FDLR deren Mittel weltweit eingefroren waren.

### Webhosting für WikiLeaks
Im Dezember 2010 gab Gizmodo bekannt, dass WikiLeaks OVH als neuen Hosting Provider ausgewählt hat. Dies erfolgte nach der Weigerung von Amazon, Hosting-Dienste für WikiLeaks zu erbringen. Aufgrund der daraus resultierenden intensiven öffentlichen Diskussion sah sich der französische Industrieminister Eric Besson am 3. Dezember genötigt, ein Verbot des Hostings von Wikileaks durch OVH untersuchen zu lassen. Am 6. Dezember 2010 stellte ein französisches Gericht fest, dass es keine rechtliche Verpflichtung seitens OVH gebe, das Hosting der WikiLeaks-Seiten zu unterlassen.

## .ovh-Domain
OVH kündigte am 1. April 2009 die Einführung einer .ovh-Domain, eigentlich als Aprilscherz an. Nach mehr als 22.000 Vorregistrierungen beschloss OVH die Beantragung der Domainendung im Zuge der Einführung der neuen gTLDs bei der ICANN im Juni 2012.
Dem Antrag wurde schließlich am 22. Juni 2013 stattgegeben; am 20. Juni 2014 erhielt OVH die Verwaltung der .ovh-Domain.
Die Sunrise-Periode startete am 1. September 2014 und endete genau einen Monat später, am 1. Oktober 2014.
Die freie Registrierung startete am 2. Oktober 2014 mit der kostenfreien Registrierung von 50.000 Domains.
Eine Domain darf zwischen drei und 63 Zeichen lang sein.